# Robert Rankin
Robert Rankin (gaèlic escocès: Rob Alasdair MacFhraing)  (Garlieston, 27 d'octubre de 1915 - Glasgow, 27 de gener de 2001) va ser un matemàtic escocès.

## Vida i Obra
El seu pare era el rector de la parròquia de Sorbie (regió de Galloway) i ell va ser escolaritzat a la seva vila natal de Garlieston, on va desenvolupar una forta inclinació per la llengua i la cultura gaèlica. Va fer els estudis secundaris al Fettes College d'Edimburg i el 1934 va ingressar al Clare College de la universitat de Cambridge en el qual es va graduar el 1937, el mateix any que el seu pare va ser nomenat professor de teologia a la universitat d'Edimburg. A continuació va començar estudis de recerca sobre la distribució dels nombres primers, sota la direcció d'Albert Ingham i, quan Ingham va deixar Cambridge per marxar a Londres, sota la direcció de Hardy, qui el va interessar en la obra de Ramanujan, el qual havia mort uns vint anys abans. Finalment la seva tesi doctoral va ser sobre la funció tau de Ramanujan.
En esclatar la Segona Guerra Mundial va considerar allistar-se a l'exèrcit però les autoritats van considerar que seria més útil treballant en la recerca del desenvolupament de coets, cosa que va fer a Fort Halstead i a Aberystwyth. El 1945, acabada la guerra, va tornar a la universitat de Cambridge on va ser professor fins al 1951 quan va ser nomenat professor de la universitat de Birmingham, en la qual va estar fins al 1954 quan va tornar a Escòcia per ocupar la càtedra de la universitat de Glasgow.
El 1948 va escriure un article en gaèlic sobre el problema de Flavi Josep, signant-lo amb el seu nom en gaèlic Le Rob Alasdair MacFhraing. Ralph P. Boas, l'editor de Mathematical Reviews, no sabent a qui enviar l'article per revisió, va trobar que només hi havia un matemàtic amb coneixements suficients de gaèlic per fer-ho: Robert Rankin; i li va enviar l'article per revisió.
A partir de 1965 es va dedicar a recopilar manuscrits i documents de Ramanujan per preservar-los. El 1995 i el 2001 va publicar, juntament amb el matemàtic estatunidenc Bruce Berndt, dos volums amb la correspondència (1995) i altres assajos (2001) del matemàtic indi.
Rankin va publicar un centenar d'articles científics que el van convertir en una dels experts més reconeguts en formes modulars. El 1977 va publicar el seu llibre Modular Forms and Functions que es va convertir en un clàssic en la matèria.